# ビッグR清水
BIGBOSS清水（ビッグボスしみず、1992年10月26日 - ）は、日本の男性プロレスラー。旧リングネームはビッグR清水、本名、清水 優己（しみず ゆうき）。大阪府泉南郡田尻町出身。DRAGON GATE所属。血液型A型。

## 来歴
大阪府泉南郡田尻町出身。幼少期はマイコプラズマ肺炎で、運動制限がかかり太めの体格であった。学年が上がるにつれ大きくなりすぎる体を引き締めるため、小学校4年生時に少林寺拳法を、中学生になってからは陸上部に入部、入部した陸上部が投擲競技が強かったということで、そのまま砲丸投げに取り組み始める。
プロレスへの興味は、4歳の頃に父と見たWCWのテレビ番組でスティングに憧れたこと。小学生の頃には、2001年1月の東京ドーム大会での佐々木健介対川田利明戦の健介の戦いに魅了されたとのこと。
その後、高校卒業前の進路相談でプロレスラーになりたいと答え、たまたま部活の顧問の教師が鷹木信悟と知り合いでDRAGON GATEとの接点を作ってもらい2011年4月入寮。しかし、ほどなく右肩を脱臼し半年ほどまったく練習ができなかった時期がある。
2013年5月4日、練習生の身分のままウーハー・ネイションに挑戦状を叩きつけ、25日デビュー戦をメイクされる。当初は「清水勘吉」のリングネームでデビューの予定だったが、デビュー当日に本人希望の「リョーツ清水（ギミック上は東京都葛飾区出身）
」に改名となった。
2014年2月ドン・フジイに弟子入り、フジイ部屋1号生となった。
5月26日、諸富ハートフル大会でリョーツ清水デビュー1周年&100試合達成記念スペシャルマッチを行う。
10月9日、パンチ富永と一騎討ちを行い敗れコスチュームのズボンを剥ぎ取られる、その後心配して駆けつけたDia.HEARTSに勧誘され19日に同ユニットのメンバーとなる。28日、リングネームを「ビッグR清水」に改名した。
12月28日、福岡大会でオープン・ザ・トライアングルゲート王座を獲得。
2016年2月4日、Dia.HEARTSが解散。2月14日、MONSTER EXPRESSに加入。
3月6日、T-Hawkとオープン・ザ・ツインゲート王座に挑戦し、勝利。ツインゲート初戴冠となった。
KING OF GATE 2016にて、4勝1敗で予選リーグを突破し決勝トーナメント進出。準決勝で望月成晃に勝利して決勝に進出したが、決勝でYAMATOに敗れ準優勝となった。
2018年3月21日、和歌山大会にて望月の持つオープン・ザ・ドリームゲート王座に初挑戦。様々なパターンの砲丸投げスラムで追い込むが、ドラゴンスープレックスを食らい敗北。
5月6日、愛知県体育館大会でビックR清水・Ben-Kがアンチアスに勝利し、ツインゲート王座を奪取。
8月7日、後楽園ホール大会にてツインゲート王座へ土井成樹をパートナーに挑戦。しかし、試合中に土井を暴行しマキシマムを自ら離脱。ヒールユニットANTIASに加入した。選手権試合はANTIASも入り乱れ、ノーコンテストに。
2018年12月23日、福岡国際センター大会にてオープン・ザ・ツインゲート選手権4WAYマッチを制しBen-Kと共に2度目のツインゲート王座戴冠を果たした。
2018年9月24日からはR・E・Dの一員としてトップ戦線で戦っている。
2019年5月6日、負け残った選手の所属するユニットからメンバーを一人追放するルールの金網サバイバル5WAYマッチに出場するも負け残り、Ben-Kを追放。他のメンバーと暴行を加えた。
2020年9月21日、金網サバイバル6WAYマッチに出場。しかし、出場順1番と言う最高の番号を引きながら旗を取れずに負け残る。このことで清水はR・E・Dから強制脱退され、髪型を角刈りにして次回より旧リングネームでもある「リョーツ清水」へ強制改名となった。
その後10月4日に土井成樹、斎藤了と共に新ユニット「チーム・ボク」を結成。
11月3日の大阪府立体育会館大会にて清水、土井、富永が吉田隆司、KAZMA SAKAMOTO、小舩賢登とオープン・ザ・トライアングルゲート王座を懸けて戦うも敗北。清水は「リョーツ」のリングネームを剥奪された。
11月5日の後楽園ホール大会において、リングネームを「ボックR清水」に改名したことを発表。
12月2日の後楽園ホール大会でウルティモ・ドラゴンに扮した姿で登場し「ボクティモ・ドラゴン」に改名すると宣言。その後、12月15日の後楽園ホール大会にて本家ウルティモから名前の使用を許可され、正式にボクティモ・ドラゴンへ改名されることとなった。
2021年4月9日の後楽園大会にてディアマンテとのマスカラ・コントラ・マスカラ戦に敗北し、マスクを剥いだ。
2021年、NATURAL VIBESの新メンバーX「KING清水」として登場した。
12月1日の後楽園大会で再びリングネームを「BIGBOSS清水」に改名した。
KING OF GATE 2023では、トーナメント1回戦でシュン、2回戦で神田、準々決勝戦でススムを破りベスト4入り。準決勝戦では、当時のドリームゲート王者であった菊田に勝利し、7年ぶりの決勝戦進出を果たした。決勝戦では、箕浦に敗れ準優勝となり、7年越しの雪辱を果たすことはできなかった。
KOG終了後、次のシリーズではBIGBOSS清水vs令和新世代と題され、KOGで闘っていないBen-K、マシーンJ、吉岡、そして決勝戦で敗北を喫した箕浦とシングルマッチを行っていった。結果は6タテに成功し、11月の大阪ビッグマッチでのドリームゲート挑戦権を手に入れた。
2024年12月、重大な契約違反の疑いがあり、事実関係について調査中であると発表。尚、調査が終了するまでは無期限出場停止となることがDRAGONGATEよりリリースされた。

## 得意技

### フィニッシュ・ホールド
砲丸投げスラム
相手の喉元を掴んだ状態から砲丸投げの構えを取り、高々と相手を担ぎ上げ、前方へ大きく倒れこむ様にして相手をマットに叩きつけるハイアングル式チョークスラム。
現在の清水のフィニッシャー。
OTAKEBI（BIGBOSSプレス）
コーナー最上段からバンザイのように両手を上げて、そのままの姿勢でジャンプして仰向けになった相手の上に腹部から落下する。ロープ間を走りながら仕掛けるタイプもある。2019年には、フィニッシャーへと進化した。
NATURAL VIBES加入後は、マットに倒れた相手にダンスを踊りながら近付きその場で倒れ込むようにプレスするランニング型も使用した。
2021年8月に引退した吉野正人がするミサイルキック前にする時が止まるポーズをしてから飛ぶパターンも有る。

### 投げ技
ブロックバスター
相手をボディスラムの体勢で持ち上げ、相手の体を自身の胸の前で水平にして相手の体を抱えたまま体をブリッジさせて後ろに反り投げ、相手の背中を叩きつける。
ブレーンバスター
雪崩式ブレーンバスター
DDT
パワーBOSS
バックドロップ
バックフリップ
相手をボディスラムの体勢で持ち上げ、相手の体を自身の胸の前で水平にして両肩に担ぎ上げて後ろに倒れ込み、相手の背中を叩きつける。
ハンギングボム
ジャーマンスープレックス

### 打撃技
エルボー
エルボー・スタンプ
バックエルボー
逆水平チョップ
チョップ・スマッシュ
ナックル・パンチ
クローズライン
ワンタックル
ショルダーアタックと同型。

### 関節技
亀有公園前固め
抱え込み式逆エビ固めと同型。
アルゼンチンバックブリーカー
ボクティモ・ドラゴンの時用のみ。

### フォール技
ボクティモ式ラ・マヒストラル（月の湯舟）

### 飛び技
ヘッドシザーズ・ホイップ

### 合体技
横須賀ススムとの合体技として、清水が相手の身体を上空へポップアップした所にススムがジャンボの勝ち！を叩き込むムーブを披露する事もある。

## リングネーム
清水勘吉
2013年5月25日のデビュー戦で、コールされる予定だった清水のリングネーム。
リョーツ清水
2013年5月25日〜2014年10月9日、2020年9月25日〜11月3日までに使用されたリングネーム。
ビッグR清水
2014年10月28日〜2020年9月20日までに使用されたリングネーム。清水のリングネームでは、一番最長期間を持った。
ボックR清水
2020年11月5日〜12月1日までに使用されたリングネーム。
ボクティモ・ドラゴン
2020年12月2日〜2021年5月5日までに使用されたリングネーム。本家ウルティモの公認である。
KING清水
2021年6月3日〜12月1日までに使用されたリングネーム。
BIGBOSS清水
2021年12月3日〜現在使用中のリングネーム。

## 入場曲
- 初代 : Downtown Taste Blues
- 2代目 : BIG RESISTANCE

## タイトル歴
DRAGON GATE
- オープン・ザ・ツインゲート王座 獲得6回
  - 第38代（w/T-Hawk）
  - 第42代・第44代（w/Ben-K）
  - 第46代（w/Eita）
  - 第53代（w/横須賀ススム）
  - 第61代（w/Kzy）
- オープン・ザ・トライアングルゲート王座 獲得4回
  - 第52代（w/望月成晃＆ドラゴン・キッド）
  - 第59代（w/土井成樹＆Ben-K）
  - 第85代（w/Kzy＆JACKY“FUNKY”KAMEI）
  - 第90代（w/ストロングマシーン・J＆U-T）